# Мајкл Нг
Ју Син Мајкл Нг (кин: 于欣麦可吳, енгл. Yu Hin Michael Ng; Хонгконг, 12. мај 2000) кинески је пливач, специјалиста за трке прсним стилом, који на међународној сцени представља кинеску аутономну регију Хонгконг.

## Спортска каријера
Представљао је Хонгконг на светском првенству у великим базенима у корејском Квангџуу 2019. где се такмичио у 4 дисциплине. У трци на 100 прсно заузео је 64, а на 200 прсно укупно 43. место. Пливао је и у штафетама 4×100 мешовито (27. место) и 4×100 мешовито микс (23. место).